# 歌の楽園
歌の楽園（うたのらくえん）とは、2010年4月4日から2011年3月27日までテレビ東京系にて放送されていた、大洋薬品工業（現：武田テバファーマ）の一社提供による音楽番組である。全52回、ハイビジョン制作（アナログはレターボックス放送）。

## 概要
放送時間は日曜日17:30 - 18:00（JST）。7年間続いたモータースポーツ番組『激走!GT』の後番組としてスタートした。
毎週テーマを決め、そのテーマに沿った楽曲を視聴者から募ったリクエストをもとにアーティストがメドレー形式で送るリクエスト番組。歌い手は毎週変わり、レギュラーは特定されていない。頻繁に出演するアーティストの他、テーマに関連した曲で歌い手本人も出演する。
番組終盤に、一人のアーティストにスポットを当て、そのアーティストの楽曲を送る『プレミアムライブ』のコーナーがある（不定期に休止あり）。
当番組終了後、テレビ東京系列全国ネットによるレギュラー放送の音楽番組は2011年10月開始の『木曜8時のコンサート〜名曲!にっぽんの歌〜』まで半年間空白となった。

## 出演者

### 司会
薬丸裕英

### 出演の多いアーティスト
男性
レディオサイエンス、前川紘毅、SQUARE HOOD、遊吟、ダイアモンド☆ユカイ、松原健之など
女性
田中れいな（モーニング娘。）、はいだしょうこ、Rie（September）、森山愛子、神園さやか、カレン、茉奈 佳奈など

### 制作協力
- バーニングパブリッシャーズ

### 『プレミアムライブ』ゲスト
- 鈴木雅之（2010年4月11日）
- 氷川きよし（2010年4月18日）
- 秋元順子（2010年4月25日）
- 石井竜也（2010年5月16日）
- 岡本真夜（2010年5月23日）
- 前川清（2010年5月30日）
- 川嶋あい（2010年6月6日）
- モーニング娘。（2010年6月13日）
- 平原綾香（2010年6月20日）
- mihimaru GT（2010年7月4日）
- ジェロ（2010年7月11日）
- DEEN（2010年7月18日）
- スターダストレビュー（2010年7月25日）
- 山川豊、麻丘めぐみ、因幡晃、小比類巻かほる、伊藤咲子、ジェロ（2010年10月10日）
- 岩崎宏美(2010年10月17日）
- 堀内孝雄（2010年11月7日）
- 加山雄三（2010年11月21日）
- 三波豊和（2010年11月28日）
- 桜木健一（2010年12月5日）
- 相川七瀬（2010年12月12日）
- 広瀬香美（2010年12月19日）
- 南野陽子、風見しんご、森口博子（2011年2月20日）
- 浅岡雄也、東野純直、ビビアン・スー（2011年3月6日）
- 沢田知可子、石野真子、坂本冬美（2011年3月13日）
- 柏原芳恵、中沢堅司（2011年3月27日）

## スタッフ
- 企画：樋口紀男
- TD：近藤剛史（テレビ東京）
- VE：細井昭宏（テレビ東京）
- カメラ：菊地裕介（テレビ東京）
- 音声：五十嵐公彦（テレビ東京）
- PA：唐松秀弥
- 照明：小林瑞雪
- 美術プロデューサー：薬王寺哲朗
- デザイン：金森明日香
- 美術進行：小越敏彦、仙田拓也
- 大道具：土田恵佑
- 電飾：長谷川龍彦
- 音楽：田辺章男
- アレンジ：浜田ピエール裕介
- エンジニア：hanae
- ステージング：臼井比呂子
- 音効：李政浩
- CG：小室泰樹
- 編集：米沼元之
- MA：大前智浩
- 協力：テクノマックス、テクノマックスビデオセンター、ストロベリーメディアアーツ、コーラルレッド、サンフォニックス、テレビ東京アート、SPOT
- AD：佐々木明夫（M-Farm）、田辺夏子（BMC）、松本匡貴（M-Farm）
- AP：大山比桃美（テレビ東京）
- キャスティング：植木栄次（M-Farm）
- ディレクター：牛原隆一・山田耕三（テレビ東京）、長田剛（M-Farm）、佐々木明夫（M-Farm）
- PD：平野昌一
- プロデューサー・演出：関光晴（テレビ東京）
- 制作協力：エムファーム（表記なし）
- 製作著作：テレビ東京

### 過去のスタッフ
- チーフプロデューサー：大原潤三（テレビ東京）
- AD：斎藤悠太

## テーマ
- 2010年4月4日 - 楽園
- 2010年4月11日 - 応援
- 2010年4月18日 - 手紙
- 2010年4月25日 - ダイヤモンド
- 2010年5月2日 - 旅
- 2010年5月9日 - 母
- 2010年5月16日 - ジョギングのとき聴きたい曲
- 2010年5月23日 - キス
- 2010年5月30日 - 長崎
- 2010年6月6日 - サッカー日本代表リクエスト特集
- 2010年6月13日 - 結婚
- 2010年6月20日 - 雨
- 2010年6月27日 - アニメソングvol.01
- 2010年7月4日 - 七夕（願い）
- 2010年7月11日 - ドライブソング
- 2010年7月18日 - ビーチで聴きたい名曲
- 2010年7月25日 - 夏～イケイケサマーソング～
- 2010年8月1日 - 高校野球
- 2010年8月8日 - 南国・沖縄
- 2010年8月15日 - 納涼！夏うた
- 2010年8月22日 - 北海道
- 2010年8月29日 - 学校
- 2010年9月5日 - リクエストＳＰ
- 2010年9月12日 - 宇宙
- 2010年9月19日 - 人の名前
- 2010年9月26日 - ラブソング
- 2010年10月3日 - 秋のアコースティックコンサート
- 2010年10月10日 - 瞳・涙メドレー
- 2010年10月17日 - オータムソング
- 2010年10月24日 - アニメソングvol.02
- 2010年10月31日 - 食欲の秋
- 2010年11月7日 - デュエットソング
- 2010年11月14日 - トレインソング
- 2010年11月21日 - 夫婦
- 2010年11月28日 - 笑顔になれる名曲
- 2010年12月5日 - 柔道
- 2010年12月12日 - 電話
- 2010年12月19日 - クリスマス
- 2010年12月26日 - リクエストSP2010
- 2011年1月2日[注 3] - 新春1時間スペシャル「夢」
- 2011年1月9日 - 元気が出る名曲
- 2011年1月16日 - ウィンターソング
- 2011年1月23日 - CMソング
- 2011年1月30日 - ゲレンデで聴きたい名曲
- 2011年2月6日 - バレンタイン
- 2011年2月13日 - 大切な人へのメッセージ
- 2011年2月20日 - 青春のアイドルスペシャル
- 2011年2月27日 - 走っている時に聴きたい名曲
- 2011年3月6日 - 栄光の90'sヒットメドレー
- 2011年3月13日 - 失恋ソング
- 2011年3月20日 - 2011年　歌の栞
- 2011年3月27日 - 春

## 放送局
| 放送対象地域   | 放送局         | 系列                 | 放送時間           | 備考                                                                                |
| -------------- | -------------- | -------------------- | ------------------ | ----------------------------------------------------------------------------------- |
| 関東広域圏     | テレビ東京     | テレビ東京系列       | 日曜 17:30 - 18:00 | 制作局                                                                              |
| 北海道         | テレビ北海道   | テレビ東京系列       | 日曜 17:30 - 18:00 | 同時ネット                                                                          |
| 愛知県         | テレビ愛知     | テレビ東京系列       | 日曜 17:30 - 18:00 | 同時ネット                                                                          |
| 大阪府         | テレビ大阪     | テレビ東京系列       | 日曜 17:30 - 18:00 | 同時ネット                                                                          |
| 岡山県・香川県 | テレビせとうち | テレビ東京系列       | 日曜 17:30 - 18:00 | 同時ネット                                                                          |
| 福岡県         | TVQ九州放送    | テレビ東京系列       | 日曜 17:30 - 18:00 | 同時ネット                                                                          |
| 岐阜県         | 岐阜放送       | 独立UHF局            | 日曜 17:30 - 18:00 | 同時ネット スポンサー表示部分は独自のものに差し替え （同局でも大洋薬品1社単独提供） |
| 全国放送       | BSジャパン     | テレビ東京系衛星放送 | 土曜 10:00 - 10:30 | 6日遅れ                                                                             |